# Michael Engler

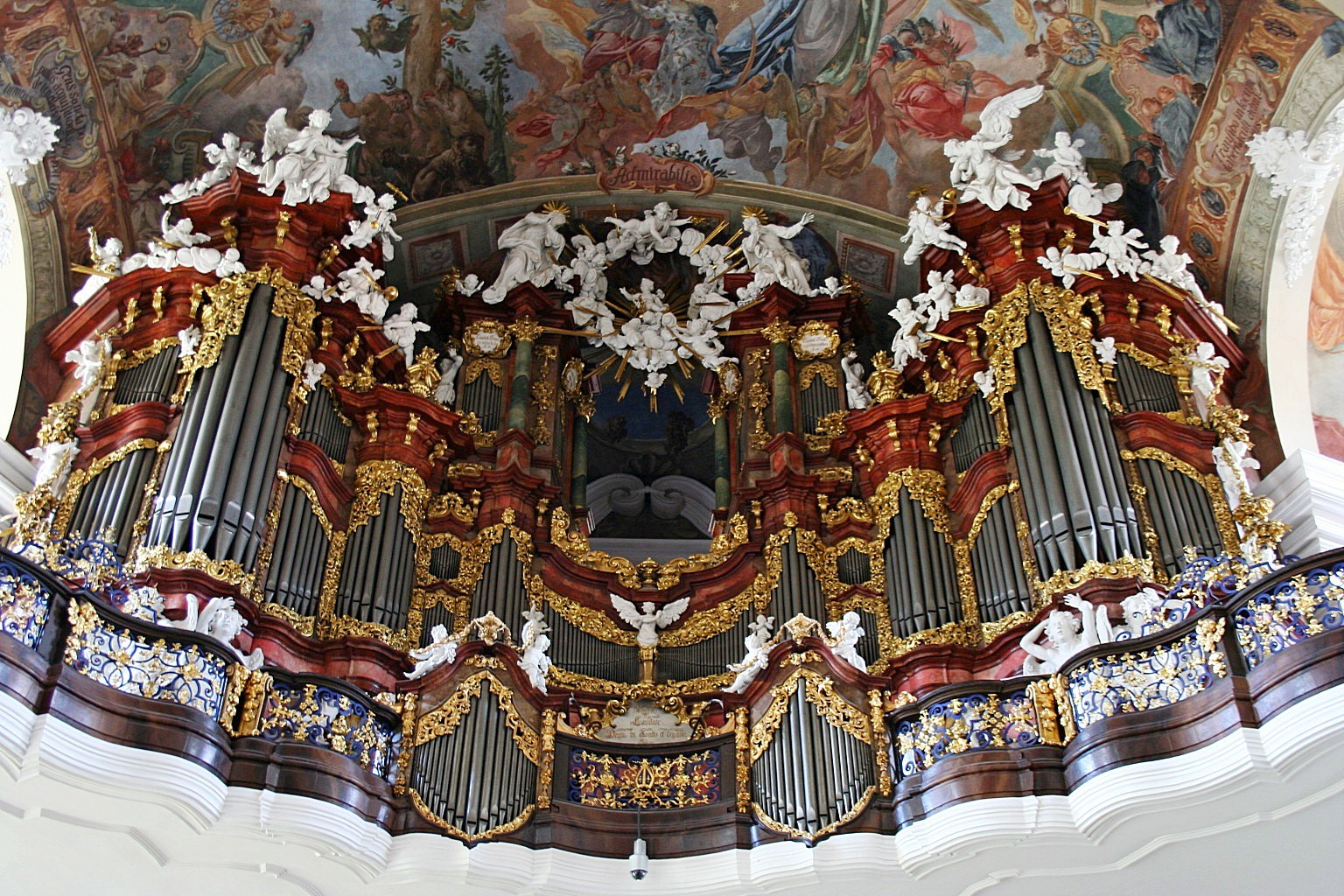
Orgue de l'església parroquial de l'Assumpció de la Santíssima Mare de Déu de Krzeszów (antic monestir de la Santíssima Mare de Déu de Gràcia)

Michael Engler (Brieg, Silèsia, 1688 - Breslau, Silèsia, 1760) fou un fabricant d'orgues alemany. Els millors orgues que sortiren dels seus tallers es troben en l'església de Sant Nicolau de Brieg, en la de l'abadia de Grüssau, a Posen i a Olmütz. El seu fill Gottlieb i el seu net Johann també es dedicaren, i amb molt d'èxit, a la construcció d'orgues.